# Goethe-Institut Krakau
Das Goethe-Institut Krakau (polnisch Instytut Goethego w Krakowie) ist eine Dependance des gleichnamigen deutschen Kulturinstituts in der südpolnischen Stadt. Das 1990 gegründete Institut wird derzeit von Daniel Göpfert geleitet und ist für die deutsche Kultur- und Spracharbeit in sechs südpolnischen Wojewodschaften zuständig. 

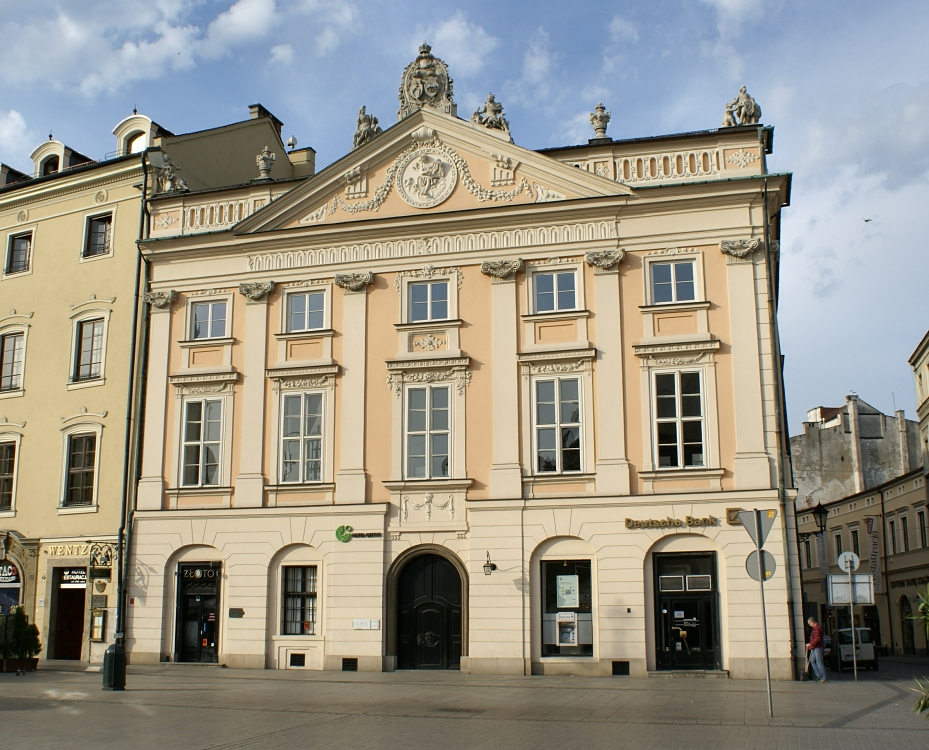
Sitz des Goethe-Instituts Krakau ist das Palais Potocki am zentral gelegenen Marktplatz der Stadt

## Geschichte
Nachdem im Zuge der Wiedervereinigung das Krakauer Kultur- und Informationszentrum der DDR geschlossen worden war, nahm im Oktober 1990 ein neu gegründetes Goethe-Institut in der Stadt seine Arbeit auf. Die kommissarische Leiterin des Instituts, Christiane Günther, fand den exponierten Sitz des Goethe-Institutes, das Palais Potocki (Pałac Potockich). Das direkt am Krakauer Marktplatz stehende Gebäude besitzt eine rein klassizistische Fassade aus dem Jahr 1773 mit allegorischen Figuren. Der Arkadenhof zeigt Anleihen des Wawel-Schlosses. Kaiser Franz Joseph I. residierte bei seinem Krakau-Besuch im Jahr 1880 ebenso im Palais des Stadtgrafen Potocki. 
Obwohl das Krakauer Institut schon ab Herbst 1990 seine Arbeit aufgenommen hatte, fand die feierliche Eröffnung desselben erst im Mai 1992 anlässlich der Inbetriebnahme der Bibliothek statt. Seit Mai 1991 leitete Peter C. Seel das Institut. Die Programmabteilung befasste sich zu dieser Zeit intensiv mit dem Thema Transformation. Zusammen mit Krakauer Soziologen und Politikwissenschaftlern von der Jagiellonen-Universität organisierte das Institut Konferenzen und Seminare. Die Sprachabteilung übernahm die Aufgabe der Fortbildung der Lehrer, die sich schnell zu dem Zeitpunkt der Wende vom Russisch- auf den Deutschunterricht umqualifiziert bzw. umgestellt haben.
Erstmals im Jahr 1993 initiierte das Goethe-Institut gemeinsam mit dem Krakauer Künstlerverein „Muzyka Centrum“ das Audio Art-Festival, das sich über die Jahre hinweg zu einer festen Institution im Krakauer Kulturkalender entwickelte. Es umfasst eine Art Marathon von Konzerten, die vor allem seitens des jungen Publikums angenommen werden. Dank der Zusammenarbeit mit dem „Internationalen Grafik-Triennale Krakau“ fand eine Ausstellung mit Grafiken von Albers, Beuys, und Schumacher statt. Literaturabende und -lesungen sind ein wichtiger Bestandteil der Programmarbeit. So fanden in den Räumen im Palais Potocki zahlreiche Veranstaltungen mit bekannten Schriftstellern wie Günter Grass, Herta Müller und Hans Magnus Enzensberger statt. Zwischen September 1994 und September 1998 leitete Heinz Jürgens das Institut.

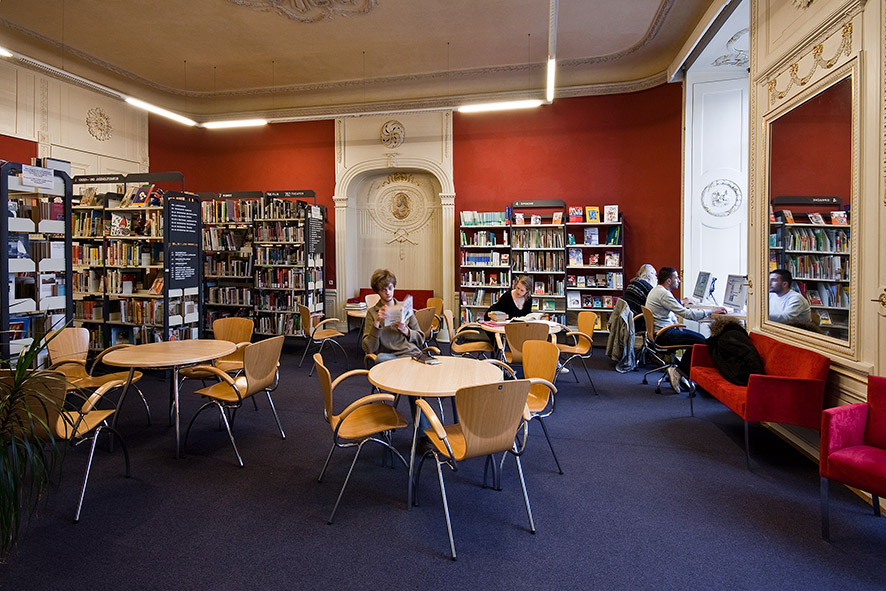
Bibliothek des Goethe-Instituts Krakau

Ab 1999 übernahm der Schriftsteller Stephan Wackwitz die Institutsleitung. 2002 gründeten das Goethe-Institut Krakau und Stiftung TONE das Internationale Underground-Musik-Festivals „Unsound“, das seitdem jedes Jahr veranstaltet wird und ebenso fester Bestandteil der Krakauer Kulturszene geworden ist. Neben dem Audio Art- und Unsound-Festival, initiierte das Krakauer Goethe-Institut auch Veranstaltungszyklen wie „Was ist Architektur?“ und „Designing Modernity“ oder Filmfestivals wie "Die Liebe der Anderen". 
Zwischen September 2005 und Februar 2009 stand Angelika Eder der Einrichtung vor, von März 2009 bis Juli 2011 Roland Goll, seit August 2011 leitet Daniel Göpfert die Krakauer Dependance des Goethe-Instituts. 
2012 feierte das Institut sein 20-jähriges Bestehen mit einer großen Jubiläumsreihe. Die Aktivitäten des Goethe-Instituts Krakau im Jahr 2014 widmen sich ganz dem Thema "Spiel" in all seinen Facetten. 
Derzeit erreicht das Goethe-Institut Krakau mehr als 150.000 Menschen mit seinen Kulturprogrammen und Informationsangeboten. 2012 nahmen fast 1.000 Deutschinteressierte an den Kursangeboten des Instituts teil. Das Institut ist für die Kultur- und Spracharbeit in den sechs Wojewodschaften Podkarpackie, Małopolskie, Świętokrzyskie, Śląskie, Dolnośląskie und Opolskie zuständig. Für die restlichen Wojewodschaften ist das Goethe-Institut in Warschau zuständig.